# زن مبارز
زن مبارز (ایسلندی: Kona fer í stríð؛ ‏انگلیسی: Woman at War) یک کمدی-درام ایسلندی-اوکراینی به کارگردانی بندیکت ارلینگسون است که در سال ۲۰۱۸ منتشر شد. این فیلم در جشنواره فیلم کن ۲۰۱۸ به‌نمایش درآمد و نمایندهٔ ایسلند جهت رقابت برای جایزه اسکار بهترین فیلم بین‌المللی در نود و یکمین دوره جوایز اسکار بود که فهرست نهایی برگزیدگان راه نیافت.
این فیلم همچنین در جشنوارهٔ فیلم فجر نیز اکران شد.